# Mykhaïlo-Laryne
Mykhaïlo-Laryne (ukrainien : Михайло-Ларине, russe : Михайло-Ларино) est un village de la région de Mykolaïv en Ukraine. Il se situe sur l'Ingul à 25 km au nord-est de cette ville. Fondé à la fin de XVIIIe siècle, il comptait 1 918 habitants en 2007. Il a été connu d'abord sous le nom de Mikhailovka, puis de Mikhailo-Larievka (1896) et enfin de Mikhailo-Larino (1945).

## Histoire
Le village a été fondé en 1774, à la fin de la Guerre russo-turque de 1768-1774, sur la rive gauche de la rivière Ingul après l'adhésion de la terre entre le Dniepr et Bug du Sud à l'Empire Russe . 
À l'origine, il y avait deux colonies, Mikhaïlovka qui est apparu à la fin du XVIIIe siècle, et Larievka fondée en 1781 par l'officier de l'armée Petr Lariy. En 1794, le village de Mikhaïlovka devient la propriété du général de division Petr S. Lariy, ce qui explique pourquoi certaines cartes indiquent deux Larievka. 

## Population
| 1795 | 1859 | 1887 | 1916 | 2006  | 2007  |
| ---- | ---- | ---- | ---- | ----- | ----- |
| 104  | 183  | 330  | 386  | 1 869 | 1 918 |